# Cirkusring

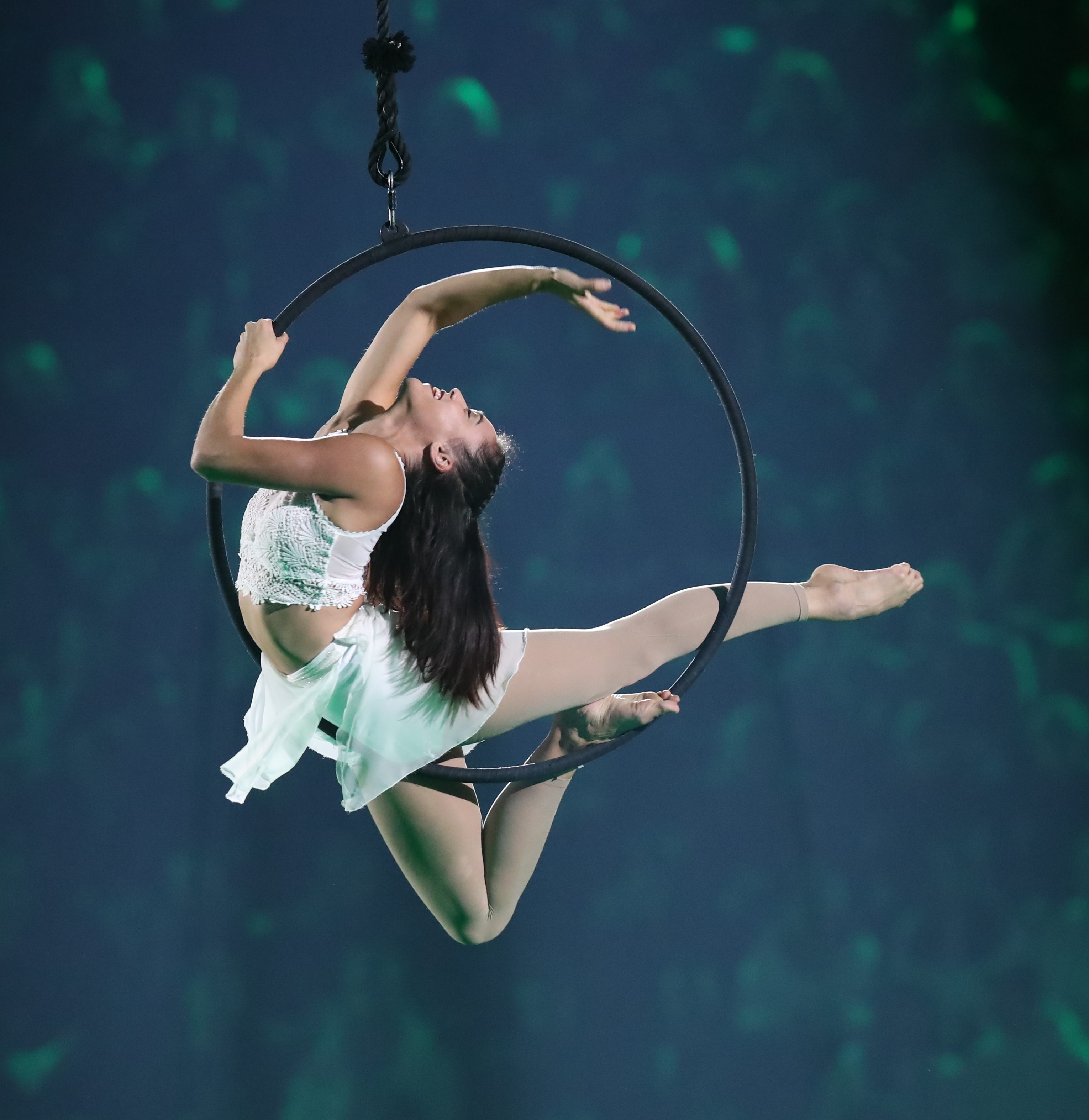
En artist i en aerial hoop.

En cirkusring (också känd som lyran, aerial hoop eller cerceauen / cerceauxen) är en cirkulär stålkonstruktion, som liknar en rockring och är upphängd i taket, som bland andra cirkusartister kan utföra luftakrobatik med. Den kan användas statisk, snurrande eller svängande och artisten utför trix samt poserar på olika sätt i ringen.

## Tävling
International Pole Sports Federation (IPSF) arrangerar och reglerar tävlingar för Aerial hoop i två discipliner: Aerial hoop och Artistic hoop. Varje år arrangerar IPSF VM i Pole & Aerial sports. I Sverige är det "Svenska Pole och aerial förbundet" som är medlem i IPSF och ofta kan man träna Aerial Hoop på en pole studio. Svenskan Therese Berge vann VM-guld i Aerial Hoops Sports, senior Women 40+ hösten 2022 i Schweiz.